# Weminuche Wilderness
La Weminuche Wilderness est une aire protégée américaine située dans les comtés de Hinsdale, La Plata, Mineral et San Juan, au Colorado. Fondée en 1975, elle protège 2 011,5 km2 à cheval sur les forêts nationales de Rio Grande et San Juan.